# Eighth Avenue (Manhattan)

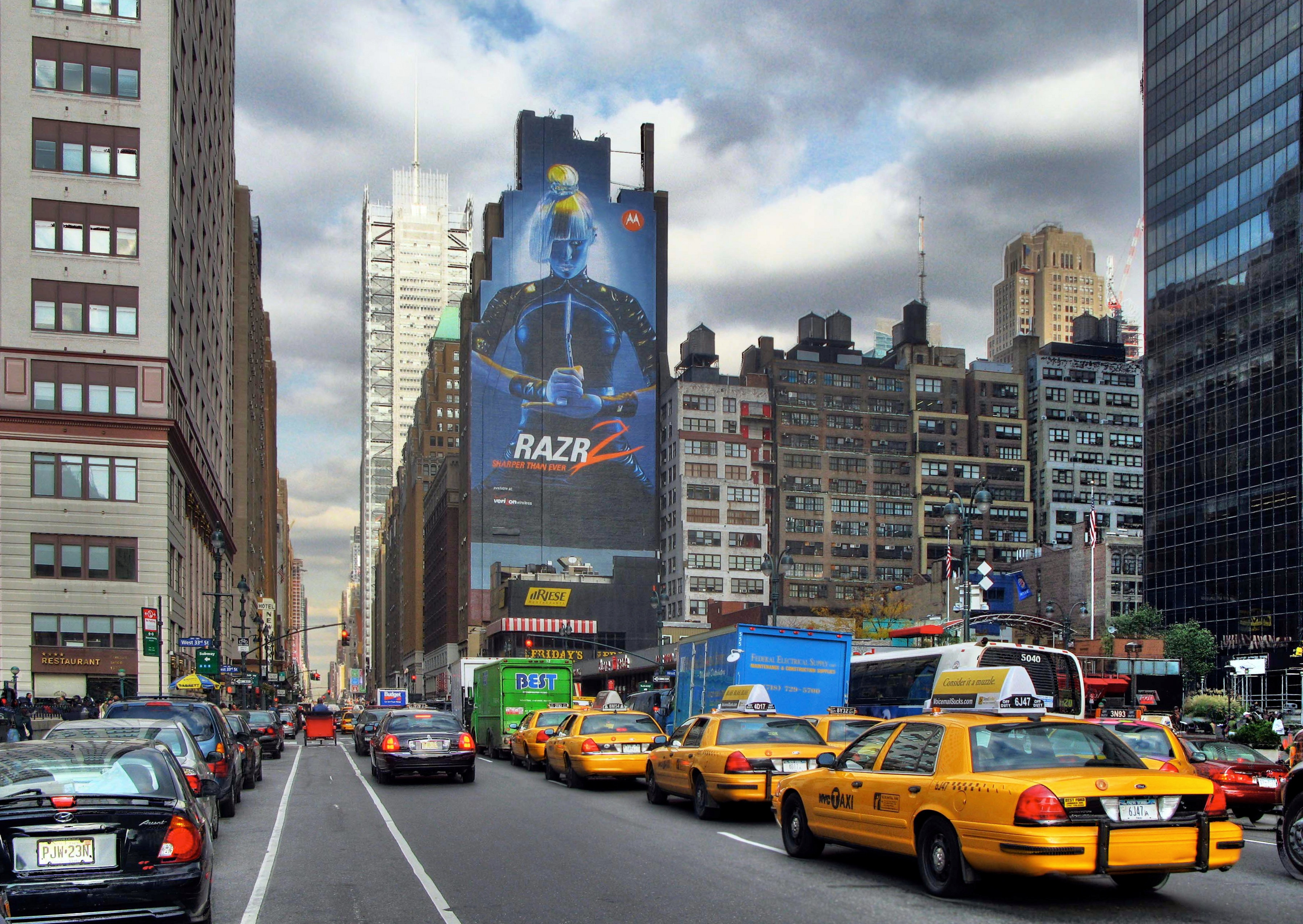
8th Avenue von der 32nd Street aus gesehen (Blickrichtung: Nord)

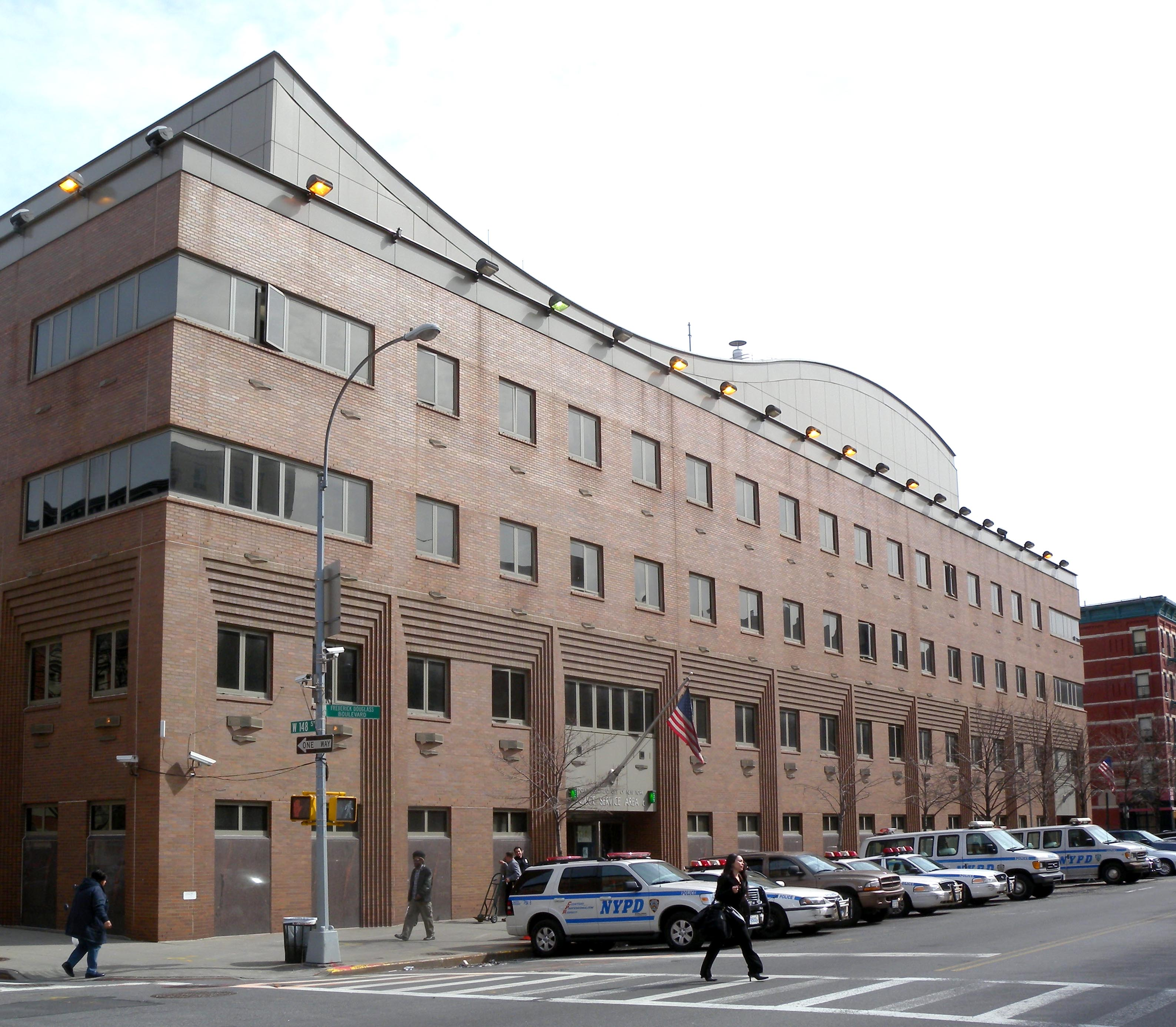
Police Area 6 an der 8th Avenue und 148th Street

Die Eighth Avenue (auch 8th Avenue; Englisch Eighth = Achte-s/-r/-n) ist eine Straße in New York. Sie verläuft in Nord-Süd-Richtung durch New York Citys Stadtbezirk Manhattan.

## Lage und Verlauf
Die Eighth Avenue beginnt als Einbahnstraße im Viertel West Village am Abingdon Square und verläuft über 44 Blocks durch die Viertel Chelsea, Garment District, das östliche Ende von Hell’s Kitchens, Midtown Manhattan und den Theater District, bevor sie an der 59th Street in den Columbus Circle mündet.
Nördlich des Columbus Circle heißt die Straße Central Park West, die entlang des Central Parks verläuft – auf diesem Abschnitt nicht als Einbahnstraße. Nördlich des Frederick Douglass Circle an der 110th Street heißt die Avenue dann Frederick Douglass Boulevard, obwohl sie hier inoffiziell manchmal immer noch als 8th Avenue bezeichnet wird. Der Fredrick Douglass Boulevard endet schließlich in der Nähe des Harlem River am Harlem River Drive ungefähr auf Höhe der 159th Street. Obwohl die Avenue auf verschiedenen Abschnitten unterschiedliche Namen trägt, ist sie eigentlich eine durchgehende Straße.

## Nahverkehr
Unter der 8th Avenue verläuft die IND Eighth Avenue Line, eine U-Bahn-Stammstrecke der New York City Subway. Sie wird durch die Linien , , ,  und  bedient.

## Soziales & Kulturelles
Seit den 1990er Jahren ist der Teil der Eighth Avenue, der durch Greenwich Village und das angrenzende Viertel Chelsea verläuft, zu einem Zentrum der Schwulenszene geworden – mit Bars und Restaurants für homosexuelle Männer. So findet auch jährlich New Yorks Gay Pride Parade auf dem Abschnitt der Eighth Avenue statt, der durch Greenwich Village verläuft.
Nördlich hiervon war die Eighth Avenue in den späten 1960er Jahren sowie in den 1970er und 1980er Jahren zusammen mit dem Times Square von der 42nd Street bis zur 50th Street das informelle Rotlichtviertel New Yorks. Durch eine umstrittene Sanierung der Gegend während der Amtszeit des Bürgermeisters Rudy Giuliani wurde dieser Abschnitt familienfreundlicher.

## Sehenswürdigkeiten
Folgende Sehenswürdigkeiten finden sich auf der 8th Avenue oder max. einen Block davon entfernt:
- Das Chelsea Hotel in der 23rd Street zwischen der Seventh Avenue und der Eighth Avenue
- Das Fashion Institute of Technology an der 26th Street/27th Street
- Madison Square Garden und Penn Station (zwischen der 31st Street und 33rd Street)
- James Farley Post Office
- Der New York Times Tower an der 40th Street
- Der Port Authority Bus Terminal (zwischen der 40th Street und 42nd Street)
- One Worldwide Plaza
- Spyscape, Spionagemuseum an der 55th Street
- Hearst Tower
- Die Soros Foundation und Open Society Institute haben ihren Hauptsitz an der on West 59th Street
- An der 111 Eighth Avenue befindet sich ein Art-Déco-Gebäude des früheren Inland Freight Terminal der Port Authority – das achtgrößte Gewerbegebäude in Manhattan,[1] das auch der Ostküsten-Hauptsitz von Google ist.
- Das St. Urban ist ein exklusives, traditionsreiches Beaux-Arts Gebäude an der W89th Street.
- The Dakota (auch Dakota Building genannt), ein Appartementhaus mit berühmten Bewohnern.